# Regalecus kinoi
Regalecus kinoi is een straalvinnige vissensoort uit de familie van riemvissen (Regalecidae). De wetenschappelijke naam van de soort is voor het eerst geldig gepubliceerd in 1991 door Castro-Aguirre, Arvizu-Martinez & Alarcon-Gonzalez.